# Lucimar de Moura
Lucimar Aparecida de Moura, brazilska atletinja, * 22. marec 1974, Timóteo, Brazilija.
Nastopila je na olimpijskih igrah v letih 2004 in 2008, ko je osvojila bronasto medaljo v štafeti 4×100 m, v teku na 100 m se je uvrstila v četrtfinale, kot tudi v teku na 200 m. V slednji disciplini je osvojila srebrno medaljo na panameriških igrah leta 1999.